# Dani Fragoso
Daniel Fragoso (Mataró, Barcelona, 31 de marzo de 1982) es un futbolista español. Juega de defensa central y centrocampista.

## Trayectoria
Durante su etapa en el Granada 74 se interesó por él la UD Las Palmas y pretendió dejar el fútbol español y su representante estableció diversos contactos con el Panathinaikos FC y el Olympiacos F.C. de la Super Liga de Grecia. El PSV Eindhoven de la Eredivisie (Liga Holandesa) se interesó por él durante su época en el FC Barcelona B, que en aquel momento era centrocampista.
 Actualmente forma parte de la plantilla del Real Jaén Club de Fútbol del Grupo 9 de la Tercera división.

## Clubes
| Club                             | País   | Año       |
| -------------------------------- | ------ | --------- |
| RCD Espanyol B                   | España |           |
| Real Madrid C                    | España |           |
| AD Alcorcón                      | España | 2001-2002 |
| CF Extremadura                   | España | 2002-2004 |
| FC Barcelona B                   | España | 2004-2007 |
| Ciudad de Murcia                 | España | 2006-2007 |
| Granada 74                       | España | 2007-2008 |
| Cádiz CF                         | España | 2008-2010 |
| Albacete Balompié                | España | 2010-2011 |
| Unión Deportiva Melilla          | España | 2011-2013 |
| Atlético Baleares                | España | 2013      |
| Centre d'Esports L'Hospitalet    | España | 2014      |
| Club Deportivo Chivas USA        | USA    | 2014      |
| Club Deportivo San Roque de Lepe | España | 2015-2016 |
| La Roda Club de Fútbol           | España | 2016-2017 |
| Club Polideportivo Cacereño      | España | 2016-2017 |
| Real Jaén Club de Fútbol         | España | 2017-2019 |